# Zakázaný výlet
Zakázaný výlet je česká rodinná komedie z roku 1981, kterou natočil režisér Štěpán Skalský.

## Obsazení
| Pavlína Mourková    | Boženka |
| Hana Maciuchová     | Lída    |
| Jana Březinová      | Maminka |
| Jaroslav Satoranský | učitel  |